# Liste der Gedenktafeln im Bezirk Neukölln
Diese Seite gibt einen Überblick über Gedenktafeln in dem Berliner Bezirk Neukölln.
- Liste der Gedenktafeln in Berlin-Neukölln
- Liste der Gedenktafeln in Berlin-Britz
- Liste der Gedenktafeln in Berlin-Buckow
- Liste der Gedenktafeln in Berlin-Rudow
- Liste der Gedenktafeln in Berlin-Gropiusstadt